# Entrecasteaux
Entrecasteaux is een gemeente in het Franse departement Var (regio Provence-Alpes-Côte d'Azur) en telt 863 inwoners (1999). 
De plaats maakt deel uit van het arrondissement Brignoles, gelegen in de vallei van de rivier Bresque.

## Geografie
De oppervlakte van Entrecasteaux bedraagt 32,2 km², de bevolkingsdichtheid is 26,8 inwoners per km².
Entrecasteaux ligt net als Salernes aan de provinciale weg D31, ongeveer 25 kilometer ten noord-oosten van de plaats Brignoles.
De onderstaande kaart toont de ligging van Entrecasteaux met de belangrijkste infrastructuur en aangrenzende gemeenten.

## Demografie
Onderstaande figuur toont het verloop van het inwonertal (bron: INSEE-tellingen).